# Óscar Cortés (futebolista, 2003)
Óscar Manuel Cortés Cortés (Tumaco, 3 de dezembro de 2003) é um futebolista colombiano que atua como atacante e meia-atacante. Atualmente, defende o Rangers.

## Carreira

### Início
Óscar Cortés nasceu em Tumaco, no departamento de Nariño. Seu primeiro clube foi o Candelilla Fútbol Club, time homônimo à vila onde morava, tendo o futebol como uma alternativa para superar a violência. Concomitantemente ao futebol, também trabalhava para ajudar a família que era humilde, recolhendo cacau em fazendas.
Depois do Candelilla, Óscar transferiu-se para o Llorente Fútbol Club, clube onde começou a mostrar suas qualidades e atraiu a atenção de diversos olheiros de clubes maiores. Chegou ao Tumaco FC aos 14 anos, tendo participado do conhecido Torneio Internacional das Américas, onde teve um bom desempenho. Os maiores times de Cali, América, Boca Juniors e Deportivo, além da escola de Fútbol en Paz chegaram a tentar levá-lo, entretanto através dos observadores Edgar Moreno e Norberto Peluffo, chegou ao Millonarios em 2017.

### Millonarios
Rapidamente consolidou-se no time Sub-20, chegando a jogar a Copa Libertadores da categoria.
Entretanto, só fez sua estreia profissional em 21 de janeiro de 2022, alçado por Alberto Gamero, na vitória por 1–0 sobre o Deportivo Pasto na estreia do Campeonato Colombiano - Apertura. Cortés iniciou como reserva e entrou no segundo tempo, aos 89 minutos. Sua primeira partida como titular ocorreu em 21 de fevereiro de 2022, na vitória sobre o Jaguares na oitava rodada do Campeonato Colombiana, onde uma assistência para o primeiro gol de sua equipe. Na temporada, atuou em apenas nove partidas.
Foi apenas na temporada de 2023, após a volta do Sul-Americano, que Cortés firmou-se na equipe titular. Logo em sua primeira partida ao retornar, Cortés fez os dois gols na vitória por 2–0 sobre o Jaguares na quinta rodada do Campeonato Colombiano.
Retornou do Mundial Sub-20 e atuou na final do Campeonato Colombiano contra o Atlético Nacional, cujo sagrou-se campeão. Na temporada, foram 19 partidas, seis gols e três assistências. Ao todo, foram 28 partidos, sete gols e cinco assistências pelos Azules.

### Lens
Em 14 de julho de 2023, Cortés foi anunciado como novo reforço do Lens, assinando até 2028. Fez sua estreia pelo clube francês no dia 22 do mesmo mês, na vitória por 3–0 sobre o Sochaux em um amistoso de pré-temporada.
Sua estreia oficial foi em 20 de agosto, no empate em 1–1 com o Rennes, entrando aos 89 minutos e atuando por sete minutos. Seu primeiro gol foi marcado em 16 de dezembro, na vitória por 2–0 sobre o Stade de Reims na 16ª rodada da Ligue 1. Após quatro partidas com um gol e uma assistência, Cortés foi emprestado ao Rangers, da Escócia, num comunicado em 1 de fevereiro de 2024. Também atuou na equipe B do Lens, onde atuou em seis jogos e fez três gols.

### Rangers
Seu empréstimo foi anunciado também em 1 de fevereiro, ficando até o final da temporada 2023–24 com opção de compra. Cortés foi a terceira contratação dos Blues para a temporada. Dois dias depois de ser anunciado, fez sua estreia ante o Livingston na 24ª rodada do Campeonato Escocês, na vitória por 3–0, entrando aos 60 minutos do segundo tempo no lugar de Matondo.
Marcou seu primeiro gol na goleada por 5–0 sobre Hearts em jogo do Campeonato Escocês, marcando o segundo gol de seu time na partida.

## Seleção Colombiana

### Sub-20
Em janeiro de 2023, foi um dos 23 convocados por Héctor Cárdenas para a disputa do Campeonato Sul-Americano da categoria. Destacou-se no torneio ao ser o artilheiro da equipe com três gols, ajudando a Amarilla a conseguir uma vaga na Copa do Mundo da categoria, tendo como partida memorável a vitória contra o Peru, quando a Colômbia perdia por 1–0 e fez os dois gols da virada.
Também figurou nos convocados para a Copa do Mundo da categoria, em maio, na Colômbia. Na fase de grupos, fez um gol e concedeu uma assistência contra Israel, além de feito o gol de empate com Senegal por 1–1 na última rodada. Passando pela Eslováquia nas oitavas onde marcou dois gols, a Colômbia parou nas quartas de final, após ser batida pela futura vice-campeã Itália. Marcou quatro gols e distribuiu duas assistências em cinco jogos, sendo mais uma vez artilheiro de sua equipe numa competição e também líder de assistências. Com os gols feitos, ficou em terceiro no ranking geral de artilheiros da competição e ficou com a chuteira de bronze.

### Sub-23
Em janeiro de 2024, figurou na lista dos convocados para o Torneio Pré-Olímpico, na Venezuela. Entretanto, a Colômbia acabou ficando de fora das Olimpíadas de 2024 e com a Seleção tendo dois últimos amistosos a cumprir, Cortés retornou ao Lens porque não foi liberado para disputá-los.

### Principal
Após o destaque no Mundial Sub-20, foi convocado pela primeira vez à Seleção Principal pelo técnico Néstor Lorenzo para dois amistosos contra Iraque e Alemanha, nos dias 16 e 20 do mesmo mês, respectivamente. Fez sua estreia na vitória por 1–0 contra o Iraque, entrando nos últimos cinco minutos no lugar de Jorge Carrascal.

## Estilo de jogo
Considerado uma das principais promessas de sua geração, Cortés é meio-campista criativo que pode iniciar o jogo tanto pelo centro como nas laterais.

## Títulos

### Millonarios
- Copa da Colômbia: 2022
- Campeonato Colombiano - Apertura: 2023

### Prêmios individuais
- Chuteira de bronze da Copa do Mundo Sub-20 de 2023